# Arrondissement de Versalhes

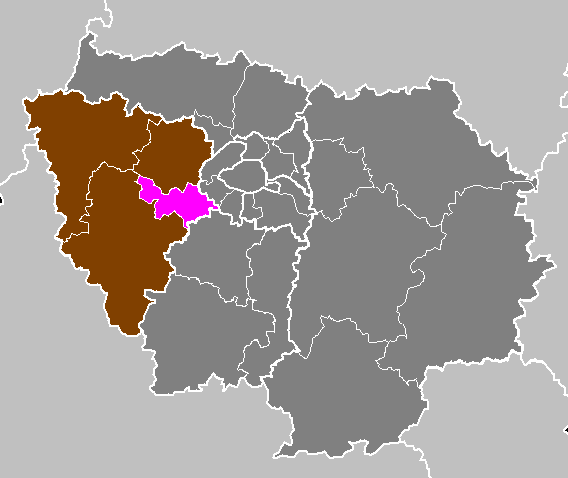
O arrondissement de Versalhes na Île-de-France.

O Arrondissement de Versalhes é uma divisão administrativa francesa, localizada no departamento das Yvelines e a região Île-de-France.
Até 1 de janeiro de 1968 um arrondissement do Sena e Oise, mais estendido que o arrondissement atual, portava esse nome.

## Composição atual
- Cantão de Le Chesnay
- Cantão de Montigny-le-Bretonneux
- Cantão de Plaisir
- Cantão de Saint-Cyr-l'École
- Cantão de Trappes
- Cantão de Vélizy-Villacoublay
- Cantão de Versailles-Nord
- Cantão de Versailles-Nord-Ouest
- Cantão de Versailles-Sud
- Cantão de Viroflay

Nota : três comunas do arrondissement de Versalhes são inclusas no perímetro da vila nova de Saint-Quentin-en-Yvelines.